# Marta Pospíchalová-Kaňovská
Marta Pospíchalová-Kaňovská (rozená Kaňovská; * 12. prosince 1938 Velehrad) je česká publicistka, bývalá modelka a herečka, jedna z prvních a nejúspěšnějších módních manekýn v tehdejším komunistickém Československu.

## Život

### Mládí
Narodila se na Velehradě na jižní Moravě. Její otec se během druhé světové války zapojil do protinacistického odboje a podílel se na osvobozování Velehradu. Posléze se rodina roku 1948 v rámci procesu dosídlování Sudet přestěhovala do Javorníku, kde její otec působil jako předseda MěNV, posléze pak žila v Olomouci.

### Modeling
V rámci tehdejší komunistické politiky prosazující většího zastoupení žen v dříve výhradně mužských profesích podle vzoru Sovětského svazu se na konci 50. let rozhodla vstoupit do Československé lidové armády. V den, kdy se vydala do armády přihlásit, omylem přejela vlakem do Prahy, byla náhodně oslovena zaměstnankyněmi ÚBOK (Ústav bytové a oděvní kultury) s nabídkou práce modelky, kterou přijala. Byla zaměstnána v Domě módy na Václavském náměstí a zúčastnila se jedněch z prvních řádných módních přehlídek, konaných mj. v nedalekém hotelu Jalta. Ve svém oboru začala být rychle velmi žádanou, objevovala se např. v domácím módním časopise Žena a móda, přijímala rovněž nabídky z jiných socialistických zemí. Hovoří se o ní jako o jedné z nejúspěšnějších manekýn osobností celého Východního bloku, díky své práci se setkala mj. s Robertem Kennedym, Laurencem Olivierem nebo Kirkem Douglasem. Kvůli jejím společenským kontaktům a častému cestování byla opakovaně kontaktována StB s nabídkou spolupráce, kterou vždy odmítla. Z aktivního modelingu odešla v 80. letech.

### Film a divadlo
Díky Věře Chytilové, filmové režisérce a její tehdejší kolegyni z modelingu ÚBOK, získala roli v jejím filmu Strop z roku 1961, díky tomu se poté zapojila do dalších filmových projektů, většinou jako kompars. Objevila se rovněž v představeních divadla ABC, kde působil Jan Werich.
V pozdějším věku vystudovala obor psychologie na Filozofické fakultě Univerzity Karlovy v Praze.

### Rodinný život
Poprvé se vdala v 60. letech za fotbalového reprezentanta Františka Šafránka, manželství bylo po několika letech rozvedeno. Jejím dlouhodobým partnerem byl pak herec Miloš Kopecký. Podruhé se vdala v 90. letech za herce pražského Divadla na Zábradlí Petra Pospíchala.